# Llanos de Albacete
Els Llanos de Albacete, integrats per un únic municipi, Albacete, són generalment considerats una subcomarca manxega, si bé els seus límits no són físicament discernibles. La seva consideració com a comarca o subcomarca és derivada de la situació política: l'estructuració comarcal de la província d'Albacete per a la recepció de les ajudes dels fons europeus de desenvolupament local necessitava prescindir del municipi d'Albacete, la capital provincial, de qualsevol d'aquestes comarques. Així, el municipi d'Albacete queda aliè a totes les comarques albacetenyes, pel que sovint és considerat una comarca distinta. Històricament haurien estat integrats dintre de la Manxa de Montearagón. Pertany tot a l'Àrea metropolitana d'Albacete.

## Geografia
La realitat és que l'extens municipi d'Albacete no forma en realitat una entitat comarcal diferenciada. El nord del municipi, banyat pel riu Xúquer, podria integrar-se dintre de l'àmbit de La Manchuela. A l'oest, no s'adverteix cap diferenciació física amb els municipis de La Mancha del Júcar (La Gineta, La Roda, Barrax) ni del Campo de Montiel (La Herrera), estant tot el centre i oest del municipi completament integrat dintre de l'àmbit de La Manxa i sent de caràcter pla, la qual cosa dona nom a la "comarca", al mateix Albacete (de l'àrab Al-Basit, la plana), i a la seva patrona (la Verge dels Llanos).
El sud, més muntanyenc, està solcat per petites serres que formen els límits del Monte Ibérico-Corredor de Almansa i els Campos de Hellín. L'est és pla fins a la serralada de Monte-Aragón, ja en la veïna Chinchilla de Monte-Aragón. A part de pel Xúquer, són solcats pel seu afluent el Canal de María Cristina, de SO a NE; i pel transvasament Tajo-Segura, en el territori del qual, prop de Los Anguijes, s'amaga fins a l'Embassament del Talave, transcorrent pel túnel del Talave. Moltes llacunes, com les d'El Salobral i Acequión, han estat dessecades.
Limita al nord amb La Mancha del Júcar-Centro i La Manchuela, a l'est amb el Monte Ibérico-Corredor de Almansa, al sud amb els Campos de Hellín i a l'oest amb la Sierra de Alcaraz y Campo de Montiel. També dintre dels Llanos de Albacete podem trobar l'Aeroport d'Albacete-Los Llanos, obert al públic en 2003 al cedir l'Exèrcit de l'Aire d'Espanya part de les instal·lacions de la Base Aèria dels Llanos.

## Localitats
La principal localitat és Albacete, la capital del municipi. Dins del municipi es troben les següents localitats:
| Nom                                       | Rang                                    | Població |
| ----------------------------------------- | --------------------------------------- | -------- |
| Albacete (nucli)                          | Nucli i capital del municipi d'Albacete | 155.506  |
| Aguas Nuevas                              | Entitat local menor d'Albacete          | 1.678    |
| El Salobral                               | Pedania d'Albacete                      | 1.123    |
| Santa Ana                                 | Pedania d'Albacete                      | 1.018    |
| Argamasón                                 | Pedania d'Albacete                      | 341      |
| Tinajeros                                 | Pedania d'Albacete                      | 303      |
| Los Anguijes                              | Pedania d'Albacete                      | 110      |
| Abuzaderas                                | Pedania d'Albacete                      | 43       |
| Cerrolobo                                 | Pedania d'Albacete                      | 41       |
| Campillo de las Doblas                    | Pedania d'Albacete                      | 40       |
| Casa de las Monjas                        | Pedania d'Albacete                      | 21       |
| Altres poblacions del municipi d'Albacete |                                         | 1.284    |
| TOTAL DEL MUNICIPI D'ALBACETE             | MUNICIPI                                | 161.508  |